# هونغ يو غيونغ
هونغ يو كيونغ(بالإنجليزية: Hong Yoo-kyung , الكورية:홍유경) (مواليد 9/22/ 1994) مغنية، راقصة وهي عضوة في مجموعة الفتيات الكورية اي بينك التي أنشأتها شركة كيوب إنترتينمنت.و قد تركت المجموعة في أبريل عام 2013 لتركز على دراستها.

## وصلات خارجية
- هونغ يو غيونغ على موقع IMDb (الإنجليزية)
- هونغ يو غيونغ على موقع ميوزك برينز (الإنجليزية)

1. ↑  MusicBrainz (بالإنجليزية), MetaBrainz Foundation, QID:Q14005